# St. Antonius (Bergrath)
St. Antonius ist eine römisch-katholische Filialkirche im Eschweiler Stadtteil Bergrath in der Städteregion Aachen in Nordrhein-Westfalen.
Das Bauwerk ist unter Nr. 54 in die Liste der Baudenkmäler in Eschweiler eingetragen und dem hl. Antonius von Padua geweiht. Das Kirchengebäude gehört zur Pfarre Heilig Geist Eschweiler.

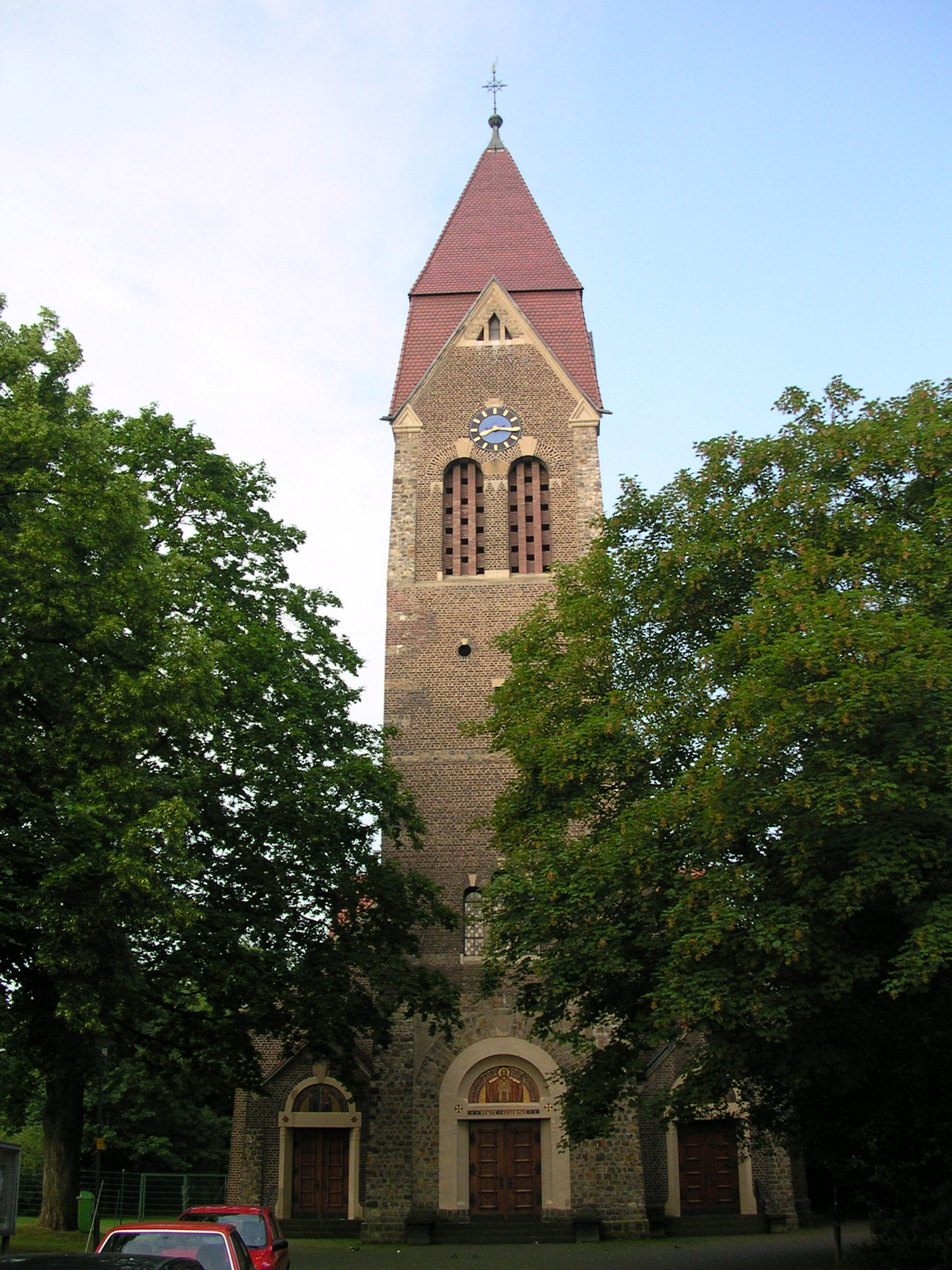
St. Antonius in Bergrath

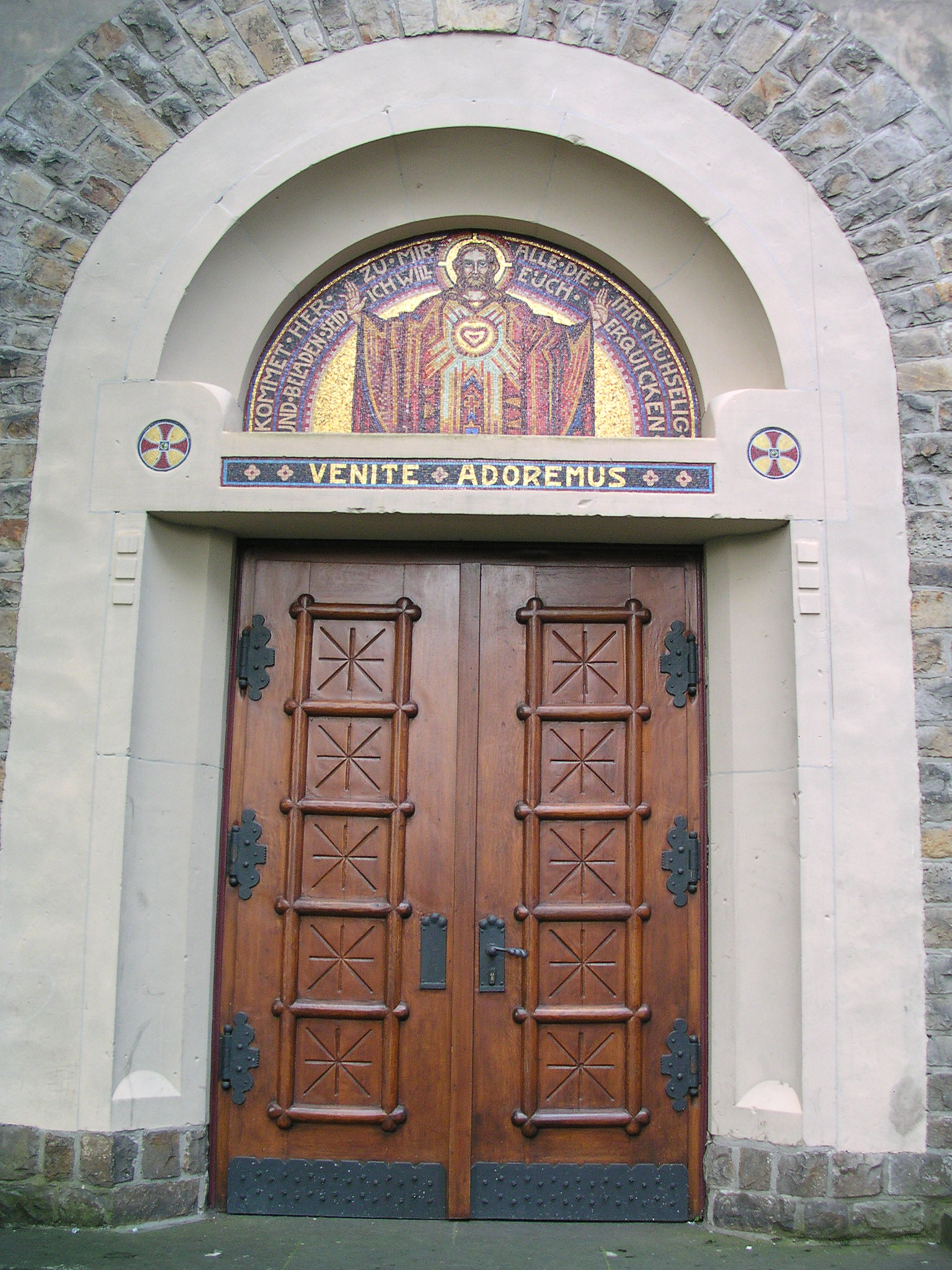
Hauptportal

## Lage

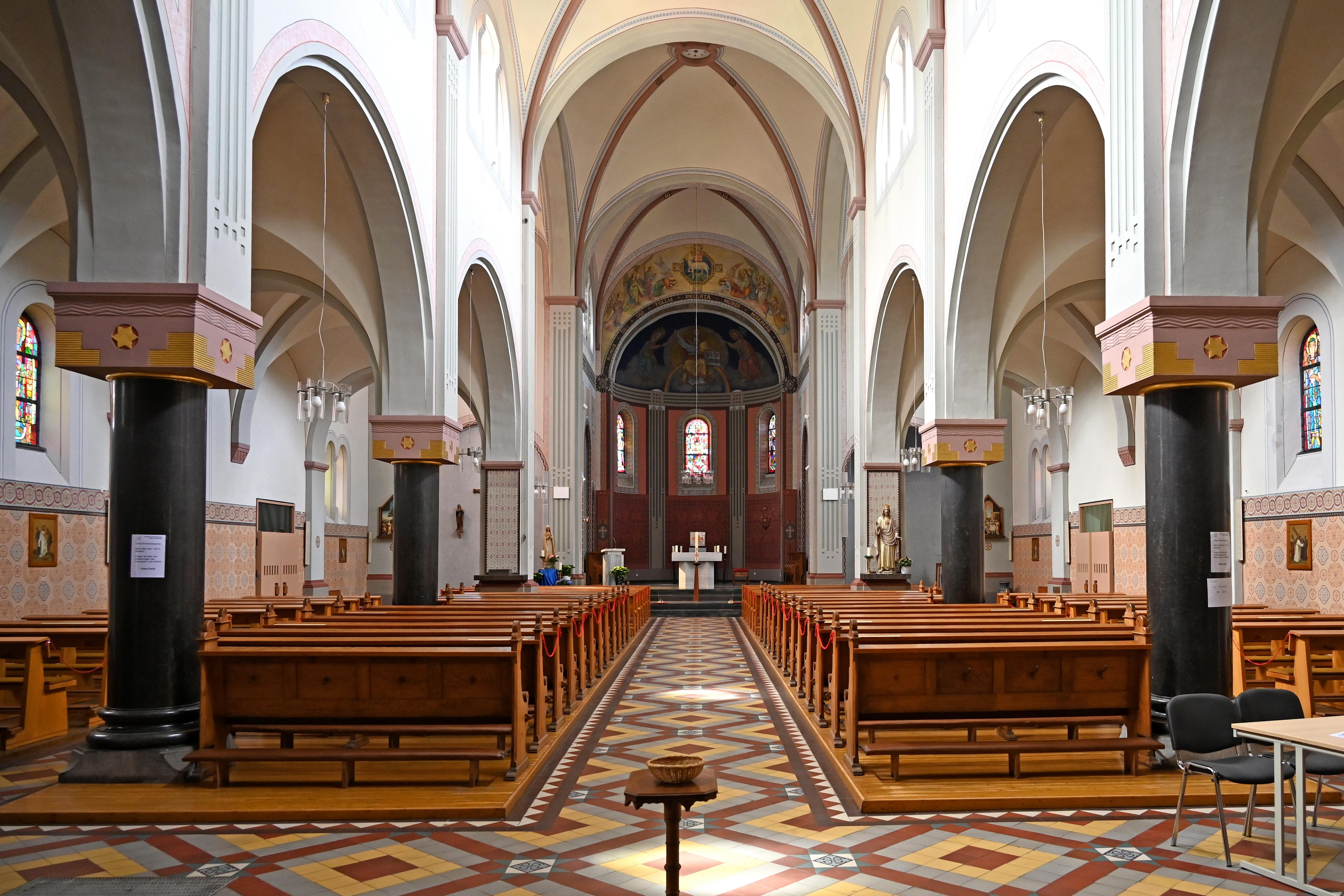
Innenraum mit Blick zum Altar

Das Kirchengebäude befindet sich mitten in Bergrath am Ende der Pfarrer-Kleinermanns-Straße. Östlich der Kirche befindet sich der Katholische Kindergarten St. Antonius.

## Geschichte
Ursprünglich hat es in Bergrath keine eigene Kirche gegeben. Seit dem 16. Jahrhundert bestand lediglich eine kleine Wegekapelle. Der Ort gehörte seit jeher zur Pfarre St. Peter und Paul in Eschweiler und die Gläubigen von Bergrath mussten jahrhundertelang zum Gottesdienstbesuch bis nach Eschweiler gehen. Dieser Umstand änderte sich erst Ende des 19. Jahrhunderts, als sich in Bergrath ein Kirchbauverein gründete.
1892 richtete der damalige Oberpfarrer von St. Peter und Paul, Reiner Kratz, im Namen des Kirchbauvereins die Bitte um Genehmigung einer Notkirche für Bergarth an das Erzbischöfliche Generalvikariat in Köln. Noch bis 1930 gehörte Bergrath zum Erzbistum Köln. Zugleich stifteten die Eheleute Wilhelm Heinrich Schmitz und Petronella, geb. Rüland, ein Grundstück sowie Geld zum Bau der Notkirche. Das Generalvikariat genehmigte das Vorhaben und bis Dezember 1893 war der Bau fertiggestellt. Die Pläne dazu hatte der Aachener Stiftsbaumeister Peter Friedrich Peters gezeichnet.
Im gleichen Jahr erhielt Bergrath mit Peter Lambert Kleinermanns seinen ersten eigenen Geistlichen. Auch wurde Bergrath zum Rektorat innerhalb der Pfarre St. Peter und Paul erhoben, wodurch eine gewisse Selbstständigkeit bestand. Die vollständige Abtrennung von St. Peter und Paul und Erhebung zur eigenständigen Pfarrei erfolgte am 27. Dezember 1900.
Zum 1. Januar 2010 wurde die Pfarre Bergrath nach fast 110 Jahren ihres Bestehens aufgelöst und mit den ebenfalls aufgelösten Pfarreien St. Barbara Pumpe-Stich, St. Cäcilia Nothberg, St. Marien Röthgen und St. Wendelinus Hastenrath zur neuen Großpfarre Heilig Geist Eschweiler fusioniert. Seitdem ist St. Antonius auch keine Pfarrkirche mehr, sondern eine Filialkirche dieser Pfarre.

## Baugeschichte
Da der Bau der Notkirche von Anfang an nur als Provisorium gedacht war, wurden Anstrengungen zum Bau einer richtigen Kirche unternommen. 1905 konnte mit dem Bau der heutigen Kirche begonnen werden. Bereits im Jahr 1907 war die neue Kirche fertiggestellt. Die Pläne dazu fertigte der Kölner Architekt Theodor Roß an, er übernahm auch die Bauleitung. Roß hatte zuvor schon einige Kirchen in der Region entworfen. Die feierliche Kirchweihe und Konsekration konnte nicht direkt nach Abschluss der Bauarbeiten erfolgen. Erst vier Jahre nach Fertigstellung wurde die Kirche am 1. Oktober 1911 geweiht.
Im Zweiten Weltkrieg wurde das Kirchengebäude 1944 teils beschädigt. Diese Schäden konnten bis 1951 behoben werden.
Zwischen 1987 und 1990 wurde die Kirche grundlegend restauriert. Die Gesamtleitung hatte der Aachener Architekt Walter Horn. Dabei wurde der Innenraum wieder in seinen originalen Zustand gebracht und die Malereien aus den Jahren 1925 und 1928 wieder freigelegt.

## Baubeschreibung
St. Antonius ist eine dreischiffige Basilika mit Querschiff und einjochigem Chor mit halbkreisförmiger Apsis in Formen der Neuromanik aus Backsteinen. Im Osten befindet sich der viergeschossige Glockenturm. Er ist dem Langhaus vorgebaut und an der Nordseite befindet sich ein halbrunder Treppenturm. An den Turm schließt sich das dreischiffige und dreijochige Langhaus an. Das Querschiff besitzt die gleiche Breite wie das Mittelschiff. Im Westen schließt die Kirche mit Chor und halbrunder Apsis.

## Ausstattung
Von der Ausstattung ist besonders die Ausmalung des Chorraums aus den Jahren 1925/28 erwähnenswert. Hier wird unter anderem Jesus als Weltenherr dargestellt. Von der historischen Ausstattung sind weiterhin die hölzernen Kirchenbänke aus den 1900er Jahren, die Kreuzwegstationen in den Seitenschiffen sowie verschiedene Heiligenfiguren erhalten geblieben.
Neuere Ausstattungsstücke sind der Zelebrationsaltar der Firma Schaen aus Marmor von 1970 und das Tabernakel auf einem Marmorsockel.
Die Buntglasfenster sind Werke des Glasmalers Wilhelm Rupprecht aus den Jahren 1953 bis 1958. Die Fenster im Chor stellen die Himmelfahrt Mariens, die Auferstehung Jesu Christi, den Kirchenpatron Antonius von Padua und den hl. Johannes den Täufer dar. Im Querschiff werden der hl. Franz Xaver, der hl. Bonifatius sowie die Vertreibung aus dem Paradies, die Anbetung der Hirten, die Geburt Christi, die Anbetung der Heiligen Drei Könige und die Verkündigung an Maria dargestellt. In den Seitenschiffen sind Darstellungen der hll. Elisabeth von Thüringen, Theresia von Lisieux, Mutter Anna mit Maria, Paula von Rom, Maria Goretti, Hermann Joseph, Don Bosco, Hubertus von Lüttich, Pius X. und Heinrich der Große zu sehen.
Erwähnenswert sind auch die Mosaiken aus der Erbauungszeit in den Tympana der drei Eingangsportale. Über dem Hauptportal ist Jesus Christus zu sehen, über dem linken Seiteneingang ist die Muttergottes dargestellt und über dem rechten Seiteneingang der hl. Antonius von Padua.

### Orgel
Ebenfalls erhalten ist die Orgel der Bonner Firma Johannes Klais Orgelbau aus dem Jahr 1914 (Opus 541). Sie besitzt 23 Register auf einer pneumatischen Traktur und wurde nach dem Krieg durch die Orgelbauanstalt Karl Bach leicht verändert und 2016 durch die Erbauerfirma wieder in den Originalzustand zurückgeführt.
| I Hauptwerk C–g3 |                         |     |
| 1.               | Bordun                  | 16' |
| 2.               | Principal               | 08' |
| 3.               | Viola di Gamba          | 08' |
| 4.               | Harmonie-Flöte          | 08' |
| 5.               | Dulciana                | 08' |
| 6.               | Octave                  | 04' |
| 7.               | Super-Octave            | 02' |
| 8.               | Mixtur-Cornett III-IV 0 |     |
| 9.               | Trompete                | 08' |

| II Schwellwerk C–g3 |                   |        |
| 10.                 | Geigen-Principal0 | 08'    |
| 11.                 | Bordunal-Flöte    | 08'    |
| 12.                 | Quintatön         | 08'    |
| 13.                 | Aeoline           | 08'    |
| 14.                 | Vox coelestis     | 08'    |
| 15.                 | Flauto traverso   | 04'    |
| 16.                 | Flautino          | 02'    |
| 17.                 | Sesquialter II    | 02 ⁄3' |
| 18.                 | Horn              | 08'    |

| Pedalwerk C–f1 |            |     |
| 19.            | Principal0 | 16' |
| 20.            | Subbass    | 16' |
| 21.            | Zartbass   | 16' |
| 22.            | Violon     | 08' |
| 23.            | Posaune    | 16' |

- Koppeln: II/I (auch als Sub- und Superoktavkoppeln), I/P, II/P.

### Glocken
Zwei Mal hat die Glockengießerei Otto aus Hemelingen/Bremen jeweils drei Bronzeglocken für St. Antonius in Bergrath gegossen, im Jahr 1907 und im Jahr 1928. Einige Glocken wurden in den beiden Weltkriegen des vergangenen Jahrhunderts eingeschmolzen, andere haben die Kriege überstanden. So ertönt heute vom Turm eine Otto-Geläut mit einer Glocke von 1907(!) (Glocke Nr. 1) und zwei aus dem Jahr 1928 (Nrn. 2 + 3). Das Geläut hat folgende Schlagtonreihe: es' – ges' – as'. Die Glocken haben folgende Durchmesser: 1260 mm, 1089 mm, 970 mm. Sie wiegen: 1385 kg, 775 kg, 540 kg.

## Pfarrer
Folgende Pfarrer wirkten bis zur Auflösung der Pfarre an St. Antonius als Seelsorger:
| von – bis | Name                                           |
| --------- | ---------------------------------------------- |
| 1894–1928 | Peter Lambert Kleinermanns (seit 1900 Pfarrer) |
| 1928–1950 | Gerhard Radeke                                 |
| 1950–1980 | Hans Rindermann                                |
| 1980–1982 | Josef Boeven                                   |
| 1982–1984 | Siegfried Pletz                                |
| 1984–2006 | Josef Boeven                                   |
| 2006–2010 | Dieter Genten                                  |